# لعبة الكريات الزجاجية
لعبة الكريات الزجاجية رواية يوتوبية من تأليف الألماني هرمان هيسه، وهي تعد آخر رواياته وأهمها حسب رأي أغلبية النقاد، بدأ هيسه الرواية في عام 1931 ونُشرت في 1943 في سويسرا بعد أن رُفض نشرها في ألمانيا بسبب توجهات هيسه المعادية للفاشية. وبعد سنوات قليلة من نشر الرواية، في عام 1946، فاز هيسه بجائزة نوبل للآداب، وفي حفل تكريمه صرحت الأكاديمية السويدية أن هذه الرواية تحتل مكانة خاصة بين أعمال هيسه.
تدور أحداث الرواية في عام 2400 ويصور العالم البشري كما يعتقد بأنه يجب أن يكون عليه في المستقبل، وفي الرواية إشارات إلى الفلسفة البوذية كما في عدد من أعمال هيسه الأخرى. نُشرت الرواية أيضاً تحت اسم ماجستر لودي (باللاتينية: Magister Ludi) في اللاتينية «سيد اللعبة».

## المحتوى
تسبق الحبكة الفعلية مقدمة يكتبها محرر خيالي، على شكل دراسة تاريخية، تعرض تطور العالم الذي ابتكره هسه (لعبة الكريات الزجاجية: محاولة تقديم مبسّط لتاريخها). بعد هذه المقدمة تأتي السيرة الذاتية للشخصية الرئيسية (سيرة حياة لودي يوسف كنيشت). يلي ذلك عدد من الأعمال الأدبية القصيرة التي يُفترض أن كاتبها هو يوسف كنيشت نفسه، بطل الرواية: بعض القصائد (قصائد التلميذ والطالب)، بالإضافة إلى السير الذاتية الثلاث، وهي محاولات لإعادة إسقاط حياة كنيشت إلى عصور تاريخية مختلفة (صانع المطر، المعرّف، والسيرة الهندية). وكما في الجزء الرئيسي، يعيد هسه هنا تناول موضوعه القديم عن الأستاذ والتلميذ، وغالبًا ما يأتي ذلك في صورة عودة التلميذ، الذي خان معلمه مؤقتًا، نادمًا في النهاية ليخلفه.

أُهدي الكتاب إلى "رحّالة المشرق"، الذين يُذكرون أيضًا في المقدمة "التاريخية"، في إشارة إلى قصته التي نُشرت عام 1932 بعنوان رحلة إلى المشرق. وتسبق المقدمة مقولة لاتينية (مع الترجمة) منسوبة إلى السكولاستي الخيالي "ألبرتوس سكندوس"، الذي يُذكر لاحقًا كأحد الأسلاف الفكريين للعبة الكريات الزجاجية. يقول الاقتباس:
"المؤرخ التقي وصاحب الضمير يجد نفسه أحيانًا مضطرًا لعرض أمور تبدو غير واقعية أو مستبعدة، لأن مجرد تعامل أشخاص أتقياء وذوي ضمير معها كما لو كانت موجودة، يجعلها تقترب خطوة من الوجود، ويمنحها احتمالًا لأن تولد."

### لعبة الكريات الزجاجية وعالمها الحقيقي
تدور آخر أعمال هيرمان هسه الكبرى في عالم مستقبلي غير محدد بدقة من حيث الزمن، حيث يضع فيه حياة بطله "الماجستر لودي يوسف كنيشت". يشير لقب (الماجستر لودي) إلى السمات الأساسية لهذا العالم، وهو تلاعب لغوي: فالكلمة اللاتينية لودي تعني في آنٍ واحد "مدرسة" (إذ أن المستر لودي كان تقليديًا معلم مدرسة)، و"لعبة" أيضًا (فيُفهم العنوان حينها على أنه "سيّد اللعبة").
في العالم الذي ابتكره هسه، يشكل العلماء (الذكور غير المتزوجين) نظامًا صارم التنظيم، يعيش في "المقاطعة التربوية" كاستاليا – عالم مغلق ونقي يشكّل ملاذًا للنخبة الفكرية، التي تعيش في انسجام وشمولية وتحقق غايتها في ذاتها. يرى هذا النظام مهمته في المجال التربوي (الذي يخدم أيضًا في إعادة إنتاجه الذاتي)، وكذلك في الوصول إلى الكمال في ميادين العلم والفن، وعلى وجه الخصوص في الجمع بينهما في شكل من أشكال التوليف: لعبة الكريات الزجاجية.
يُعد "لعبة الكريات الزجاجية" محاولة لدمج جميع العلوم في نسق موحّد، وسعيًا لصياغة لغة كونية، تربط بين مختلف مجالات المعرفة وتجمعها في كلٍّ شامل. لا يتم شرح قواعد هذه اللعبة بدقة، بل يُكتفى بتلميحات توحي بتعقيدها الشديد، لدرجة تجعل من المستحيل تقريبها أو توضيحها ببساطة.
لقد اكتسبت اللعبة طابعًا طقوسيًا شبه ديني؛ ويبدو أن هدفها يكمن في الكشف عن الروابط العميقة بين مجالات تبدو ظاهريًا غير مترابطة، وإبراز القواسم النظرية المشتركة بين الفنون والعلوم. على سبيل المثال، يُمكن ربط حفل موسيقي لباخ بصيغة رياضية، بحيث يتحقق نجاح اللعبة من خلال التوازن بين الرقي الموسيقي والأناقة الرياضية.
سُميت اللعبة بهذا الاسم نسبة إلى الأحجار الزجاجية التي كانت تُستخدم في البداية، والمشابهة لتلك المستعملة في المعداد (الأباكوس). (في البداية، فكّر هسه في استخدام أوراق اللعب كوسيلة، لكنه قرر لاحقًا استخدام "كريات زجاجية"). غير أن هذه الوسائل أصبحت غير ضرورية في زمن وقوع أحداث الرواية، إذ صار اللعب يتم فقط عبر صيغ لفظية مجردة.
ويبدو أن مفهوم لعبة الكريات الزجاجية يقترب من أفكار لايبنتس حول لغة علمية كونية وصيغ رمزية شاملة، والتي يُشار إليها في المقدمة "التاريخية" للرواية.
تُصوَّر الحضارة التعليمية الصارمة التي تُقام فيها لعبة الكريات الزجاجية في الرواية على أنها نهضة ثقافية جديدة، جاءت بعد "الحقبة الصحفية" التي سبقتها، والتي اتسمت باهتمام سطحي بثقافة الطبقة البرجوازية وبالترفيه الأدبي. ومع ذلك، فإن الحالة الثقافية السائدة داخل هذه النهضة نفسها تتسم بالجمود: لم يعد يُكتشف أو يُبدَع شيء جديد أو مثير أو مغامر، بل يُكتفى بـ"اللعب" بما هو موجود. ولهذا السبب، أصبح مصطلح "لعبة الكريات الزجاجية" في اللغة الدارجة تعبيرًا سلبيًا يُشير إلى العبث الذاتي، والغرور الثقافي، والتعامل غير الإبداعي مع الكليشيهات الثقافية.
كان صعود مثل هذا الوضع الثقافي مصدر قلق للكثير من المفكرين في النصف الأول من القرن العشرين. وقد صاغ توماس مان هذا القلق في روايته دكتور فاوستوس، والتي رأى هو نفسه أنها تشكّل عملاً موازيًا لرواية لعبة الكريات الزجاجية.
إضافة إلى ذلك، فإن النظام أو "الطائفة" التي تُكرّس نفسها فقط لتأمل ما هو موجود، تنأى بنفسها عن العالم الخارجي، إذ تبتعد تمامًا عن الانخراط في القضايا العملية، وخصوصًا السياسية.

## الحبكة
تُشكّل هذه التناقضات العامل الحاسم في حياة البطل، يوسف كنيشت. فحين كان صبيًا، نُقل من مدرسة اللاتينية المحلية إلى مدرسة نخبوية في مقاطعة النظام التربوي كاستاليا. وقد غيّرته معرفته بـ"أستاذ الموسيقى"، أحد كبار رجال النظام، تغيّرًا جذريًا، فخضع تمامًا لقواعد النظام، وتدرّج في اكتساب المهارات التي تميز أعضاءه: العلم، والموسيقى، والتأمل، وأخيرًا لعبة الكريات الزجاجية. ومع مرور الوقت، ارتقى في السلم الهرمي للنظام، حتى تولّى في النهاية أحد أعلى المناصب: "أستاذ لعبة الكريات الزجاجية".
يتعرّف كنيشت خلال مسيرته على مجالات معرفية خارج الإطار الكاستالي، لا سيما عندما يُعرّفه أحد الرهبان على علم التاريخ، الذي يُعدّ في المنظومة الكاستالية علماً "دنيوياً" بامتياز، مرتبطًا بالمادة، ولا مكان له ضمن التقاليد الروحية للنظام.
على مدار سنوات خدمته كـماجستير لودي (أستاذ لعبة الكريات الزجاجية)، يبدأ كنيشت في إدراك أن الوضع السياسي العالمي يجعل وجود كاستاليا هشًّا، وأن العزلة التي تفرضها المقاطعة على نفسها لا يمكن أن تدوم، وأنه لا مفر من الانفتاح على العالم الخارجي إن أرادت المقاطعة الاستمرار.
لكنّه يجد نفسه وحيدًا في هذه القناعة بين صفوف قادة النظام، الذين يحذّرهم بلا جدوى. وبسبب عدم فهمه ودعوته للامتثال، يقرّر كنيشت الانسحاب من عالم العلماء، مكرّسًا نفسه لتعليم شاب يافع يدعى تيتو ديزاينوري، ابن خصمه القديم بلينيو، شاب فطري خشن وغير متمدن.
وعندما يقرر كنيشت أن يسبح مع تلميذه الجديد في بحيرة جبلية، يموت غرقًا في المياه المتجمدة.

## وصلات خارجية
- لعبة الكريات الزجاجية على موقع الموسوعة البريطانية (الإنجليزية)
- لعبة الكريات الزجاجية، على كتب جوجل.
- لعبة الكريات الزجاجية، على جود ريدز.
- لعبة الكريات الزجاجية، على الفهرس العالمي.
- لعبة الكريات الزجاجية، على مكتبة جامعة هارفارد.